# Panama-Stadt
Panama-Stadt (spanisch Ciudad de Panamá) ist die Hauptstadt und der Regierungssitz des mittelamerikanischen Staates Panama und mit etwa 813.097 Einwohnern die größte Stadt des Landes. Sie liegt im Süden in der Provinz Panamá an der pazifischen Küste, direkt östlich des Panamakanals. Die moderne Stadt ist das wirtschaftliche, politische, touristische und kulturelle Zentrum des Landes. In wirtschaftlicher Hinsicht ist sie eine Weltstadt.

## Geografie

### Hydrologie
Die Stadt wird von 8 Flüssen durchquert: Cárdenas, Curundú, Matasnillo, Matías Hernández, Abajo, Juan Díaz, Tapía und Tocumen und liegt südöstlich der Wasserscheide des Panamakanals.

## Klima
Nach der Köppen-Klimaklassifikation kann das Klima von Panama-Stadt als Übergangsklima zwischen dem tropischen Savannenklima (Aw) und dem tropischen Monsunklima (Am) bezeichnet werden. Die durchschnittliche jährliche Niederschlagsmenge liegt bei fast 1.800 mm pro Jahr, die durchschnittliche relative Luftfeuchtigkeit bei 81 % und die Durchschnittstemperatur bei 28,1 °C, mit absoluten Höchstwerten von bis zu 39 °C und Tiefstwerten von 16,8 °C. Aufgrund des Einflusses der Innertropischen Konvergenzzone, in der sich auch in der Trockenzeit fast durchgängig Wolken bilden, gibt es in der Stadt nur wenige volle Sonnenstunden.
|                       | Jan  | Feb  | Mär  | Apr  | Mai  | Jun  | Jul  | Aug  | Sep  | Okt  | Nov  | Dez  |   |      |
| Mittl. Tagesmax. (°C) | 31,5 | 31,9 | 32,4 | 32,3 | 31,0 | 30,3 | 30,6 | 30,4 | 29,8 | 29,4 | 30,1 | 30,8 | ⌀ | 30,9 |
| Mittl. Tagesmin. (°C) | 21,7 | 21,9 | 22,4 | 23,2 | 23,5 | 23,4 | 23,0 | 23,0 | 22,9 | 22,8 | 22,7 | 22,1 | ⌀ | 22,7 |
|                       |      |      |      |      |      |      |      |      |      |      |      |      |   |      |
| Niederschlag (mm)     | 29   | 15   | 16   | 76   | 203  | 200  | 185  | 194  | 193  | 263  | 255  | 135  | Σ | 1764 |
|                       |      |      |      |      |      |      |      |      |      |      |      |      |   |      |
| Sonnenstunden (h/d)   | 8,6  | 8,7  | 8,3  | 6,3  | 5,6  | 4,3  | 5,0  | 4,8  | 5,3  | 4,8  | 5,0  | 6,8  | ⌀ | 6,1  |
|                       |      |      |      |      |      |      |      |      |      |      |      |      |   |      |
| Regentage (d)         | 4    | 2    | 2    | 6    | 16   | 16   | 15   | 15   | 15   | 20   | 18   | 12   | Σ | 141  |
|                       |      |      |      |      |      |      |      |      |      |      |      |      |   |      |
| Wassertemperatur (°C) | 27   | 27   | 26   | 27   | 27   | 27   | 28   | 27   | 27   | 27   | 27   | 27   | ⌀ | 27   |
|                       |      |      |      |      |      |      |      |      |      |      |      |      |   |      |
| Luftfeuchtigkeit (%)  | 75   | 72   | 70   | 73   | 83   | 86   | 85   | 87   | 87   | 88   | 87   | 81   | ⌀ | 81,2 |

| 21,7 |

| 21,9 |

| 22,4 |

| 23,2 |

| 23,5 |

| 23,4 |

| 23,0 |

| 23,0 |

| 22,9 |

| 22,8 |

| 22,7 |

| 22,1 |

| 21,7 |

| 21,9 |

| 22,4 |

| 23,2 |

| 23,5 |

| 23,4 |

| 23,0 |

| 23,0 |

| 22,9 |

| 22,8 |

| 22,7 |

| 22,1 |

## Geschichte
Der spanische Gouverneur Pedro Arias Dávila gründete am 15. August 1519 Nuestra Señora de la Asunción de Panamá rund 10 km östlich des heutigen Stadtzentrums (Casco). Am 15. August 1521 erhielt die Stadt ihren heutigen Namen und ihr heutiges Wappen. Durch die Entdeckung des Inkareiches in Peru wurde die Stadt bald zu einem wichtigen Handelszentrum. Die Reichtümer der Inkas wurden von hier nach Europa transportiert.
1671 wurde die Stadt durch den englischen Piraten Henry Morgan zerstört und danach etwa 5 km südwestlich davon, an ihrer heutigen Stelle, neu erbaut. Ruinen der ehemaligen Siedlung sind noch vorhanden und werden Panamá la Vieja genannt. Nachdem die Stadt von zahlreichen Piraten geplündert worden war, ging der Handel immer weiter zurück, gewann aber dank ihrer geographischen Lage am Isthmus von Panama bald wieder an Bedeutung. Panama-Stadt erlebte aber erst nach dem Bau des Panamakanals ein verstärktes Wachstum. 1903 wurde Panama-Stadt zur Hauptstadt erklärt.
Mit dem Bau der ersten Eisenbahnlinie und schließlich des Panamakanals nahm die Stadt im späten 19. und vor allem im 20. Jahrhundert einen enormen wirtschaftlichen Aufschwung. Derzeit ist die Stadt in einem rapiden Größenwachstum begriffen, wobei jedoch nicht nur die Zuwanderung, sondern auch Immobilienspekulation und möglicherweise auch das Waschen von kolumbianischen Drogengeldern eine Rolle spielen.
Bereits 1513 war durch Papst Leo X. das Bistum Santa María de La Antigua del Panamá errichtet worden. 1925 wurde es zum Erzbistum Panama erhoben und direkt dem Heiligen Stuhl unterstellt. Bischofskirche ist die Kathedrale Santa Maria la Antigua.

## Regierung und Verwaltung
Panama-Stadt liegt im Distrikt Panamá der gleichnamigen Provinz Panamá. Der Distrikt Panamá ist in 24 Corregimientos gegliedert, 13 davon bilden das Gebiet von Panama-Stadt.
Bürgermeister (alcalde) des Distrikts Panamá ist seit 2014 José Isabel Blandón (Partido Panameñista). Er trat die Nachfolge von Roxana Méndez an.

## Wirtschaft

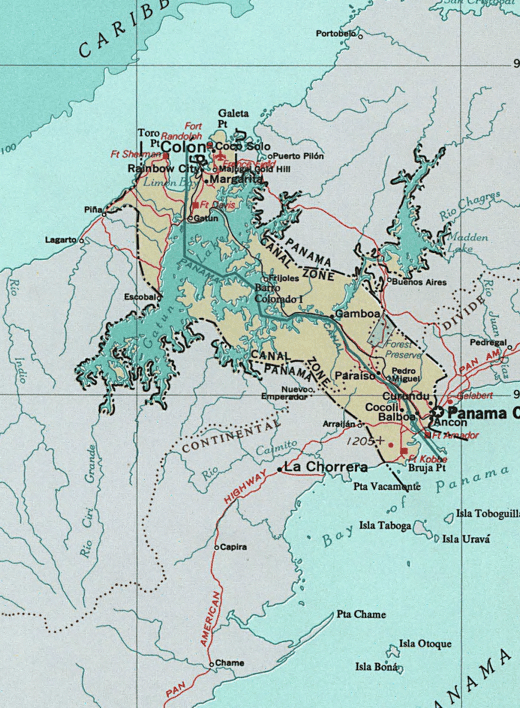
Panamakanalzone und Panama-Stadt

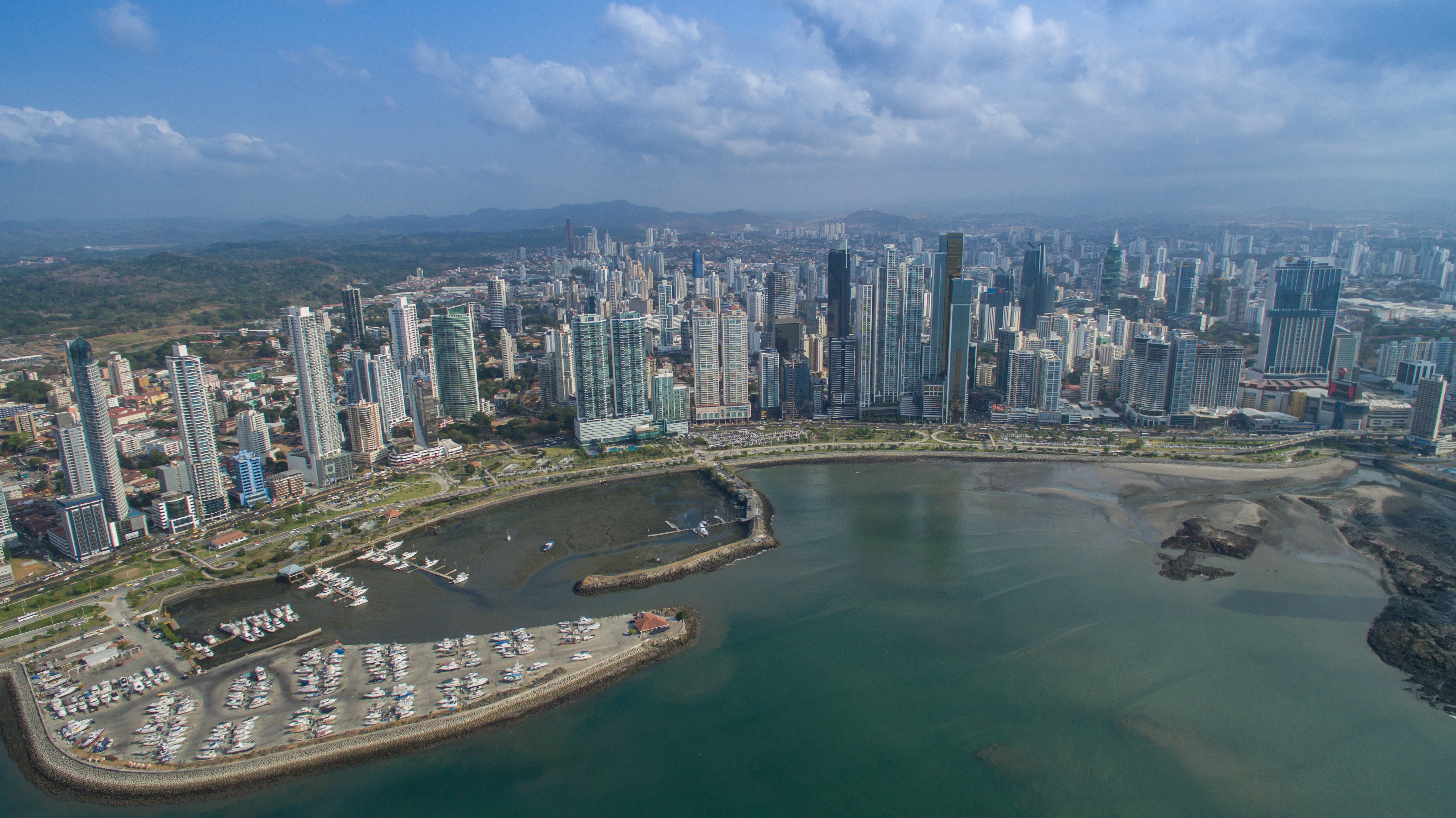
Panama-Stadt, Bankenviertel

Panama-Stadt ist heute ein international bedeutendes Banken- und Offshorezentrum. Durch die liberale Steuerpolitik des Landes hat sich der Ort in Verbindung mit der Ansiedlung großer Banken ab Ende der 1970er Jahre zu einem wichtigen internationalen Bankenplatz entwickelt. Auch die Wertpapierbörse des Landes – die Latinex – hat hier ihren Sitz.
104 vorwiegend internationale Banken haben ihren Sitz in der Stadt oder unterhalten Niederlassung, in kaum einem anderen Ort der Welt gibt es mehr Bankfilialen. Ein großer Wirtschaftsfaktor ist auch der Dienstleistungssektor und der Schiffsverkehr mit dem Seehafen im Westen der Stadt. Es gibt fünf große mehrstöckige Einkaufszentren und Einkaufsstraßen wie die Avenida central.
In einer Rangliste der Städte nach ihrer Lebensqualität belegte Panama-Stadt im Jahre 2018 den 96. Platz unter 231 untersuchten Städten weltweit.

## Bildung
Neben zahlreichen Schulen gibt es die staatlichen Hochschulen Universidad de Panamá (UP), Universidad Tecnológica de Panamá (UTP, die technische Universität), die privaten Hochschulen Universidad Católica Santa María La Antigua (USMA, katholisch), sowie die Universidad Latina.

## Medien
Panama-Stadt ist der Verlagsort für große nationale Tageszeitungen in spanischer Sprache wie Mi Diario, El Panamá América, La Estrella de Panamá u. a. La Prensa wurde 1980 gegründet mit dem Ziel, eine Zeitung zu etablieren, die frei von staatlichem Einfluss ist. Sie hat (Stand 2010) eine Auflage von 65.000 Stück.
Ebenso werden hier einige englischsprachige Zeitungen herausgegeben.

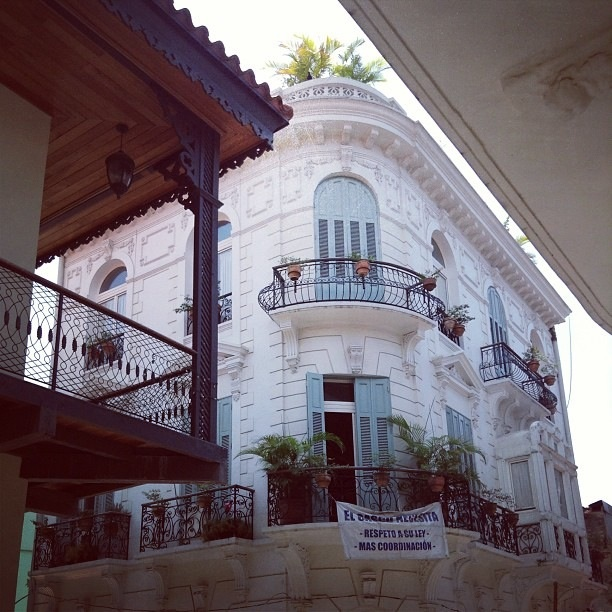
Gebäude in der Altstadt

## Architektur

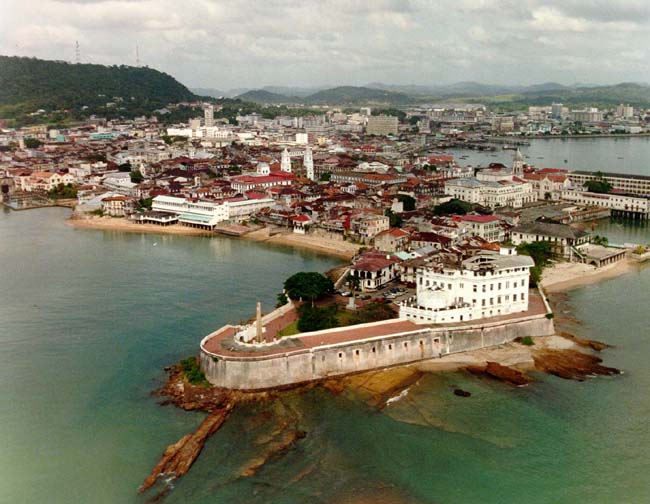
Panama-Stadt (1990) – Im Vordergrund der Oberste Gerichtshof und die Kirche Franz von Assisi

Mit dem Ausbau Panamas zum Finanzzentrum hat ein für Mittelamerika beispielloses Wachstum der kleinen Metropole stattgefunden. In der Stadt befinden sich acht der zehn größten Hochhäuser Lateinamerikas, allein 22 Wolkenkratzer mit über 200 Metern Höhe haben Panama eine zum Kanal hinüberblinkende Skyline verschafft. Neben moderner Architektur sind auch historische Gebäude erhalten.
Das alte Stadtgebiet (Panamá la Vieja) ist als Ruinengelände erhalten und wurde 2003 zum UNESCO-Weltkulturerbe erklärt. Neben der zentralen Plaza mit Kathedrale, Rathaus und Bischofspalast sind mehrere Klöster sowie das Spital und wenige Wohnbauten der Oberschicht erhalten. Archäologische Untersuchungen unter Beteiligung der Eberhard Karls Universität Tübingen versuchen unter anderem, nähere Aussagen zur Stadtentwicklung sowie zur Sozialtopographie innerhalb der Stadt zu gewinnen.
Der 2011 erbaute F&F Tower (242,9 Meter) gehört zu den höchsten Gebäuden in Panama.
Im Oktober 2014 wurde das vom kanadischen Architekten Frank Gehry geplante Museo de la Biodiversidad eingeweiht.

## Verkehr

### Metro de Panamá

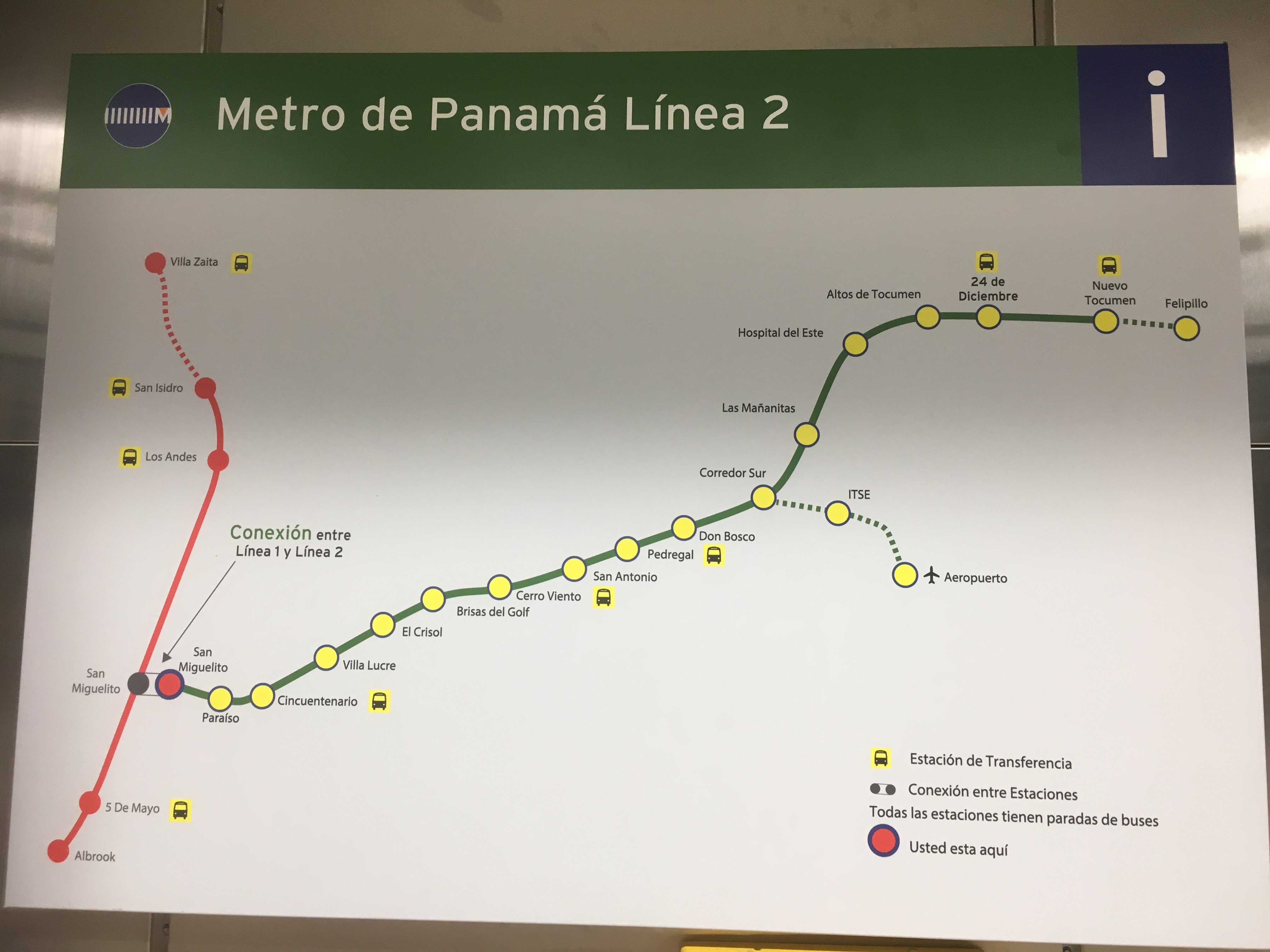
Metrolinie 2 in Panama

Das Verkehrssystem Panamas hat von 2011 bis 2014 einige Veränderungen durchgemacht. Am 5. April 2014 wurde die Metro de Panamá mit 15,8 km Länge, wobei knapp 7 km unterirdisch verlaufen, als erste U-Bahn-Linie mit 14 Haltestellen zwischen dem Busbahnhof Albrook (Gran Terminal Nacional de Transportes) im Süden und der Mall Los Andes im Norden eröffnet. Zwei weitere Linien, Linie 2 und 3 sind in Bau bzw. in Planung. Ein Teilabschnitt der Linie 2 wurde vom 18. bis 28. Januar 2019 vorübergehend in Betrieb genommen, um die Teilnehmermassen des Weltjugendtages befördern zu können. Die Linie soll zukünftig den Internationalen Flughafen Tocumen im Osten mit dem Zentrum sowie eine Linie 3 die westliche Region jenseits des Kanals mit der Stadt verbinden. Ein Ausbau eines Bus-Rapid-Transit-Systems ist geplant.

### Bahn
Die Stadt verfügt über einen Bahnhof an Panamas einziger Bahnlinie, die von Panama-Stadt nach Colón führt. Die Strecke wird allerdings hauptsächlich vom Güterverkehr genutzt.

### Flughafen

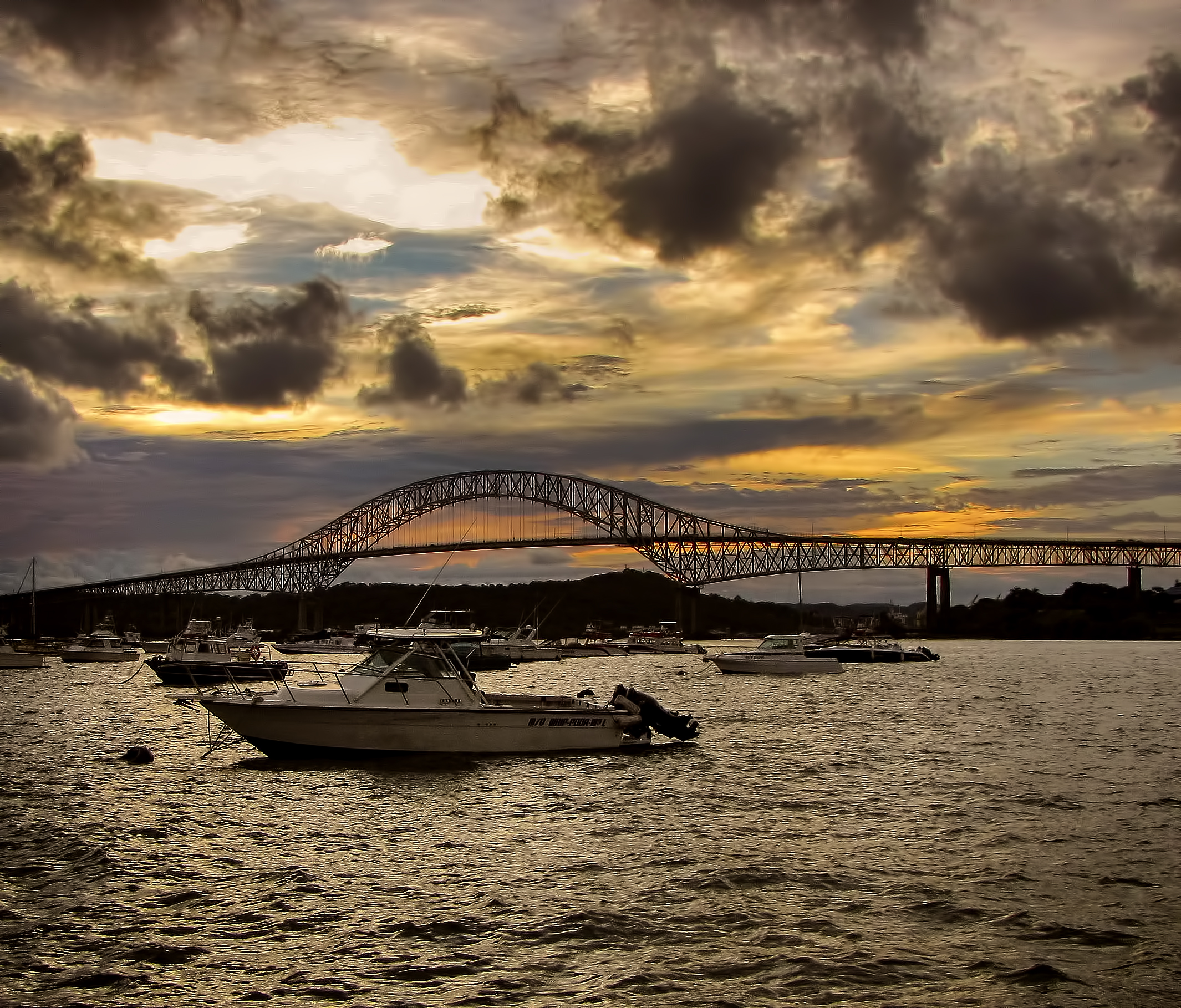
Puente de las Américas

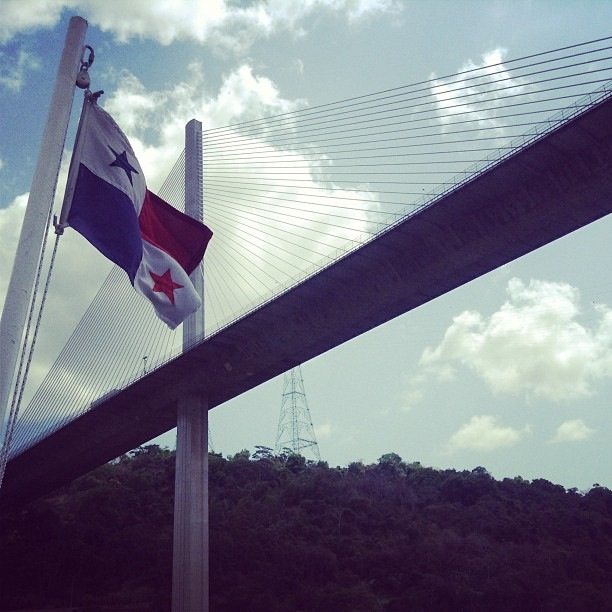
Die Puente Centenario mit der Panama-Flagge

Der internationale Flughafen Panama (Aeropuerto Internacional de Tocumen) befindet sich etwa 24 km östlich außerhalb der Stadtgrenze. Er wird seit 2006 bis voraussichtlich 2030 in fünf Phasen aus- und umgebaut. Während 2015 über 13 Millionen Passagiere abgefertigt wurden, sollen im Endausbau bis zu 20 Millionen Passagiere pro Jahr an diesem wichtigen Hub der in Panama beheimateten Copa Airlines abgefertigt werden können.

### Seehafen
Die Stadt verfügt bei Balboa östlich des Kanals über einen wichtigen Seehafen.

### Umgehungsstraßen
Westlich der Stadt befindet sich die Brücke der Amerikas (spanisch Puente de las Américas), eine 1669,20 Meter lange Bogenbrücke, die über den Kanal führt. Die 1962 eröffnete Brücke war bis zur Eröffnung der Puente Centenario 2004 die einzige Brücke zwischen dem südlichen und dem nördlichen Teil Mittelamerikas.
Mit der am 9. April 2014 eröffneten Stadtautobahn Cinta Costera („Küstengürtel“) mit 7,6 km Länge wurde ein wichtiger Teil im neuen städtischen Straßennetz in Betrieb genommen. Das Projekt wurde trotz erheblicher Bedenken der UNESCO erstellt, um das hohe Verkehrsaufkommen aufzuteilen und städtische Räume zu schaffen, die sich auf die Bewohner des Gebietes positiv auswirken sollen. Das Projekt umfasst den Bau des neuen Maracana-Stadions, Fußgängerbrücken, Panorama-Aussichtsplattformen und ein 2,6 km langes Meeresviadukt, das das UNESCO-Welterbe Casco Viejo in einem großen Bogen umgeht, um für einen besseren Zugang in die Nachbarschaften von San Felipe, Santa Ana und El Chorrillo zu sorgen.

## Sehenswürdigkeiten
- Panamakanal
  - Miraflores-Schleusen[17]
  - Pedro-Miguel-Schleusen

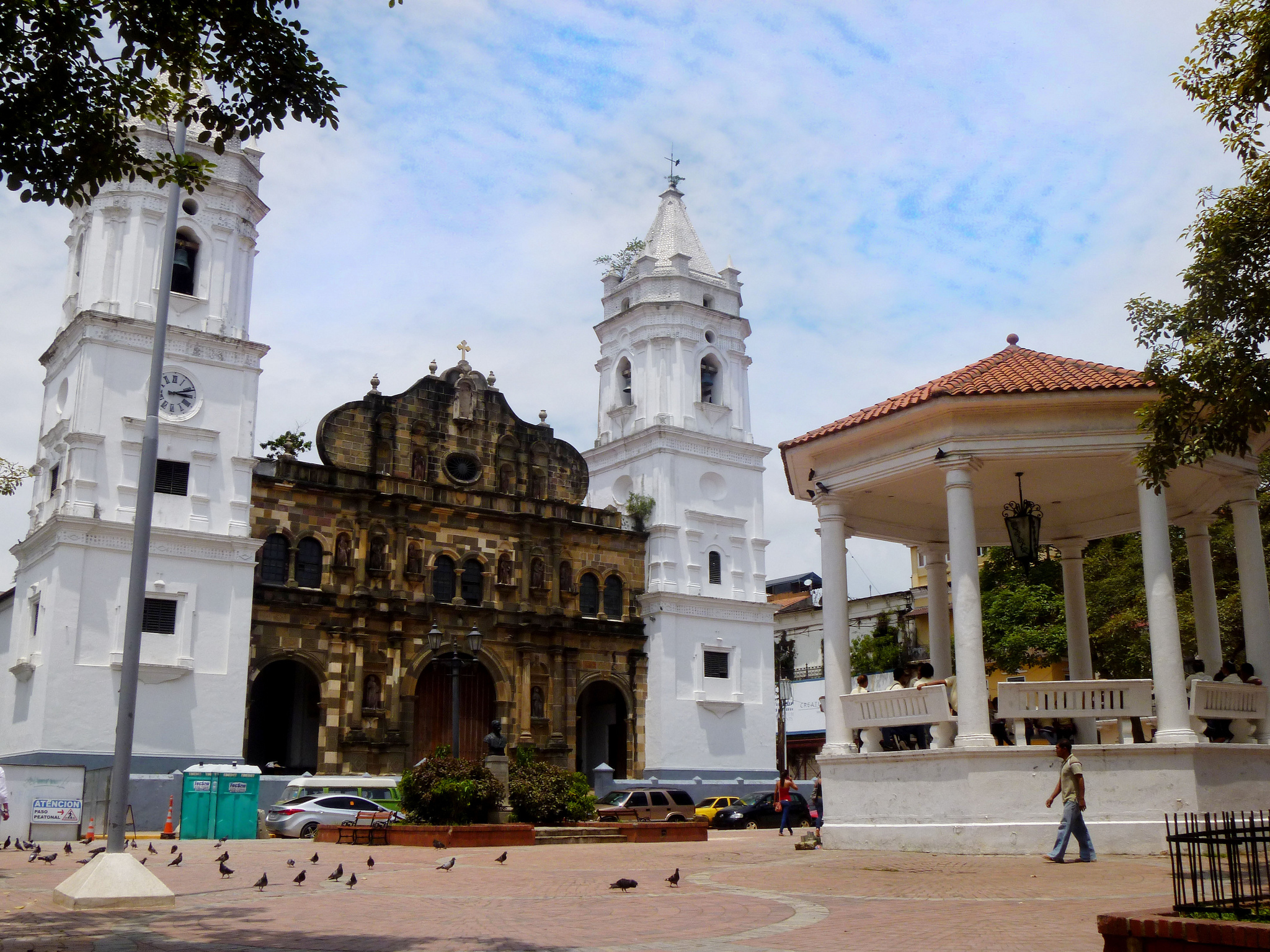
Die Catedral Metropolitana im Casco Viejo

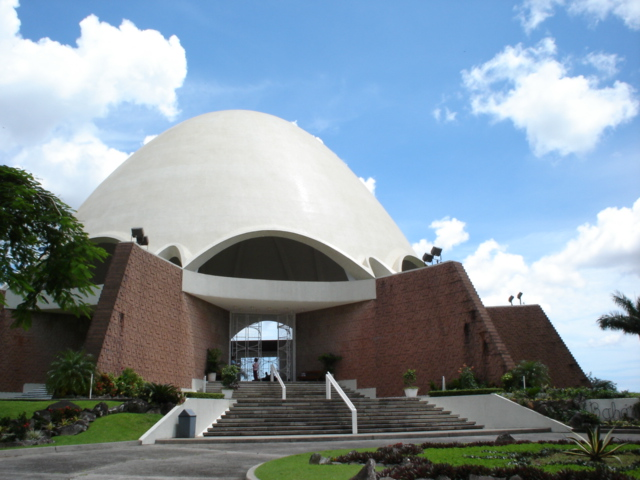
Das Haus der Andacht

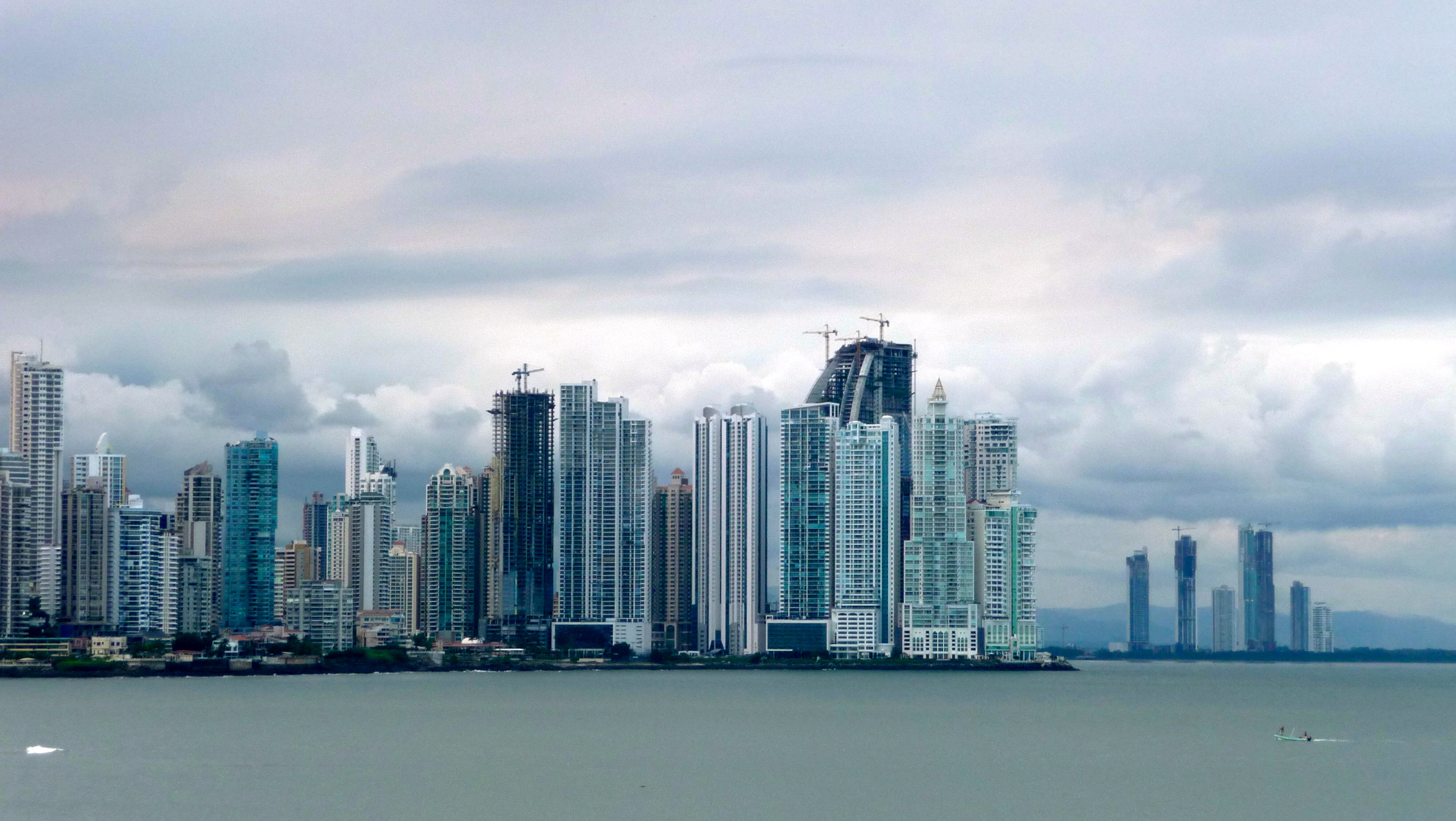
Skyline

- Casco Viejo (auch bekannt als Casco Antiguo & San Felipe) ist das alte Viertel der Stadt mit Kolonialbauten, verschiedenen Kirchen und dem Präsidentenpalast
- Panamá la Vieja (Ruinenstadt, Museum)
- Palacio de las Garzas, der Präsidentenpalast
- Calzada, Damm parallel zur Kanaleinfahrt
- Museo Afroantillano de Panamá
- Zoo und Botanischer Garten Parque Municipal Summit[18] – ca. 30 Minuten außerhalb der Stadt
- Haus der Andacht der Bahai

## Partnerstädte
- Taipeh, Republik China (Taiwan) (seit 1989)
- Incheon, Südkorea (seit 2000)
- Fort Lauderdale, Florida, USA

## Söhne und Töchter der Stadt
- Narciso Garay Díaz (1876–1953), Komponist, Musikwissenschaftler und Diplomat
- Augusto Samuel Boyd (1879–1957), 19. Präsident Panamas
- Juan Demóstenes Arosemena Barreati (1879–1939), 17. Präsident Panamas
- Daniel Chanis Pinzón (1892–1961), 24. Präsident Panamas
- Pedro Rebolledo (1895–1963), Komponist
- Ernesto de la Guardia Navarro (1904–1983), 30. Präsident Panamas
- Herbert de Castro (1905–1969), Komponist
- Avelino Muñoz (1912–1962), Pianist, Organist, Dirigent, Arrangeur und Komponist
- Roque Cordero (1917–2008), Komponist
- Jorge E. Illueca (1918–2012), Jurist, Politiker, Außenminister, Präsident der 38. UN-Generalversammlung und Staatspräsident Panamas
- Oscar Willis Layne (1918–2016), Radrennfahrer
- Enrique Grau (1920–2004), Maler und Bildhauer
- Aquilino Boyd (1921–2004), Diplomat und Politiker
- Silvia De Grasse (1922–1978), Sängerin
- Marcos Gregorio McGrath (1924–2000), Erzbischof von Panama
- Carlos Fuentes (1928–2012), mexikanischer Schriftsteller
- Ricardo de la Espriella Toral (* 1934), 34. Präsident Panamas
- Rosa María Britton (1936–2019), Ärztin und Schriftstellerin
- Erick Arturo del Valle (1937–2015), 40. Präsident Panamas
- Silvia Hunte (* 1938), Sprinterin, Hochspringerin und Speerwerferin
- Nicolás Ardito Barleta Vallarino (* 1938), 39. Präsident Panamas
- Julio Osorio (1939–2022), Basketballspieler
- Marco A. Gandásegui (1943–2020), Journalist und Soziologe
- Ernesto Pérez Balladares (* 1946), Präsident Panamas
- Mireya Moscoso (* 1946), Präsidentin Panamas 1999 bis 2004
- Calixto Malcom (1947–2021), Basketballspieler und Richter
- Rubén Blades (* 1948), Sänger und Schauspieler
- Louisa Chase (1951–2016), Malerin und Drucktechnikerin
- Roberto Durán (* 1951), Boxer
- Ramón Fonseca Mora (1952–2024), Schriftsteller, Rechtsanwalt und Mitbegründer des Unternehmens Mossack Fonseca
- Laurentino Cortizo (* 1953), Politiker, Präsident von Panama
- Eusebio Pedroza (1956–2019), Boxer
- Edgardo Cedeño Muñoz (* 1960), katholischer Geistlicher, Bischof von Penonomé
- Martín Torrijos (* 1963), Präsident Panamas
- Juan Carlos Varela (* 1963), Politiker, Präsident von Panama
- Mariano Rivera (* 1969), Baseballspieler bei den New York Yankees
- Daphne Rubin-Vega (* 1969), panamaisch-US-amerikanische Schauspielerin
- Nichole Galicia (* 1975), US-amerikanische Schauspielerin
- Daniel Villarreal (* 1977), Jazzmusiker
- Jordana Brewster (* 1980), US-amerikanische Schauspielerin
- Blas Pérez (* 1981), Fußballspieler
- Jaime Penedo (* 1981), panamisch-spanischer Fußballspieler
- Ana Irene Delgado (* 1982), Politikerin und Diplomatin
- Luis Tejada (1982–2024), Fußballspieler
- Amílcar Henríquez (1983–2017), Fußballspieler
- Ricardo Buitrago (* 1985), Fußballspieler
- José Calderón (* 1985), Fußballspieler
- Román Torres (* 1986), Fußballspieler
- Alberto Quintero (* 1987), Fußballspieler
- Luis Ovalle (* 1988), Fußballspieler
- Gabriel Torres (* 1988), Fußballspieler
- Farissa Córdoba (* 1989), Fußballspielerin
- Alonso Edward (* 1989), Sprinter
- Francisco Palacios (* 1990), Fußballspieler
- Álex Rodríguez (* 1990), Fußballspieler
- Azmahar Ariano (* 1991), Fußballspieler
- Luis Mejía (* 1991), Fußballspieler
- Valentín Pimentel (* 1991), Fußballspieler
- Cecilio Waterman (* 1991), Fußballspieler
- Roderick Miller (* 1992), Fußballspieler
- Miguel Camargo (* 1993), Fußballspieler
- Mateo Edward (* 1993), Sprinter
- Natalia Mills (* 1993), Fußballspielerin
- Richard Peralta (* 1993), Fußballspieler
- Virjilio Griggs (* 1994), Sprinter
- Fidel Escobar (* 1995), Fußballspieler
- Yerenis De León (* 1995), Fußballspielerin
- Kenia Rangel (* 1995), Fußballspielerin
- Katherine Castillo (* 1996), Fußballspielerin
- Yomira Pinzón (* 1996), Fußballspielerin
- Ricardo Ávila (* 1997), Fußballspieler
- Jaylinn Hawkins (* 1997), American-Football-Spieler
- Adalberto Carrasquilla (* 1998), Fußballspieler
- María Far (* 1998), Schwimmerin
- José Luis Rodríguez Francis (* 1998), Fußballspieler
- Lineth Cedeño (* 2000), Fußballspielerin
- Nicole De Obaldía (* 2000), Fußballspielerin
- Yenith Bailey (* 2001), Fußballspielerin
- Edgardo Fariña (* 2001), Fußballspieler
- Wendy Natis (* 2002), Fußballspielerin
- Aldrith Quintero (* 2002), Fußballspielerin
- Rosario Vargas (* 2002), Fußballspielerin
- Karla Navas (* 2004), Turnerin